# Rajd Catalunya-Costa Brava 1989
Rajd Catalunya - Costa Brava 1989 (25. Rallye Catalunya - Costa Brava) – 25 edycja rajdu samochodowego Rajd Catalunya - Costa Brava rozgrywanego w Hiszpanii. Rozgrywany był od 9 do 11 lutego 1989 roku. Była to druga runda Rajdowych Mistrzostw Europy w roku 1989 (rajd miał najwyższy współczynnik - 20) oraz pierwsza runda Rajdowych Mistrzostw Hiszpanii.

## Klasyfikacja rajdu
| Miejsce                      | Kierowca                     | Pilot                        | Samochód                     | Czas                         | Strata                       |                              |
| Klasyfikacja generalna i ERC | Klasyfikacja generalna i ERC | Klasyfikacja generalna i ERC | Klasyfikacja generalna i ERC | Klasyfikacja generalna i ERC | Klasyfikacja generalna i ERC | Klasyfikacja generalna i ERC |
| ---------------------------- | ---------------------------- | ---------------------------- | ---------------------------- | ---------------------------- | ---------------------------- | ---------------------------- |
| 1.                           | Yves Loubet                  | Jean-Marc Andrié             | Lancia Delta Integrale       | 5:27:58                      | 0.0                          |                              |
| 2.                           | Robert Droogmans             | Ronny Joosten                | Ford Sierra RS Cosworth      | 5:30:50                      | +2:52                        |                              |
| 3.                           | Piero Liatti                 | Maurizio Imerito             | Lancia Delta Integrale       | 5:31:03                      | +3:05                        |                              |
| 4.                           | Jesús Puras                  | Tomás Aguado                 | Ford Sierra RS Cosworth      | 5:34:52                      | +6:54                        |                              |
| 5.                           | Paolo Alessandrini           | Alessandro Alessandrini      | Lancia Delta Integrale       | 5:35:37                      | +7:39                        |                              |
| 6.                           | Romeo Deila                  | Claudio Giachino             | Lancia Delta Integrale       | 5:37:57                      | +9:59                        |                              |
| 7.                           | Josep Bassas                 | Antonio Rodríguez            | BMW M3 E30                   | 5:40:01                      | +12:03                       |                              |
| 8.                           | Beny Fernández               | José Sala                    | Opel Kadett GSI 16V          | 5:44:12                      | +16:14                       |                              |
| 9.                           | Borja Moratal                | Alfredo Rodríguez            | Opel Kadett GSI 16V          | 5:45:07                      | +17:09                       |                              |
| 10.                          | Josep Maria Bardolet         | Josep Autet                  | Ford Sierra RS Cosworth      | 5:46:00                      | +18:02                       |                              |